# Päronsoda
Päronsoda är en läskedryck med smak av päron. Ordet nämns ofta i filmen Repmånad.[källa behövs]
Den tillverkas av flera olika bryggerier, bland annat Carlsberg (Apotekarnes) och Spendrups (Nygårda och Klassiker).